# Богданов, Ларри
Ларри Богданов (англ. Larry Bogdanow, 24 февраля 1947, Хьюстон, Техас — 29 июня 2011) — американский ресторанный архитектор.

## Биография
Родился в Хьюстоне, штат Техас. Богданов закончил Вашингтонский университет в Сент-Луисе, штат Миссури, в 1970 году.
Переехал в Нью-Йорк и изучал архитектуру в Институте Пратта в Бруклине (штат Нью-Йорк), где получил степень бакалавра в 1977 году.
Начал свою карьеру в архитектурной фирме «Beyer Blinder Belle», однако быстро ушёл оттуда, чтобы создать собственную фирму «New City Designs» в 1978 году. Эта фирма в конце стала называться «Bogdanow Partners Architects».
Его фирма стала известной благодаря проектированию архитектуры нескольких известных ресторанов Нью-Йорка, включая кафе Union Square и многие другие, включая Savoy, Cub Room, Atlas, Follonico, Kelley & Ping, City Hall, Kin Khao, Union Pacific и Кинозал. За пределами Нью-Йорка его фирма отвечала за дизайн Rubicon в Сан-Франциско, кафе Lexington Square в Вестчестер и Adagio в Чикаго .
Богданов умер от опухоли головного мозга 29 июня 2011 года на Манхэттене в возрасте 64 лет.